# Scheitholz (Brennstoff)

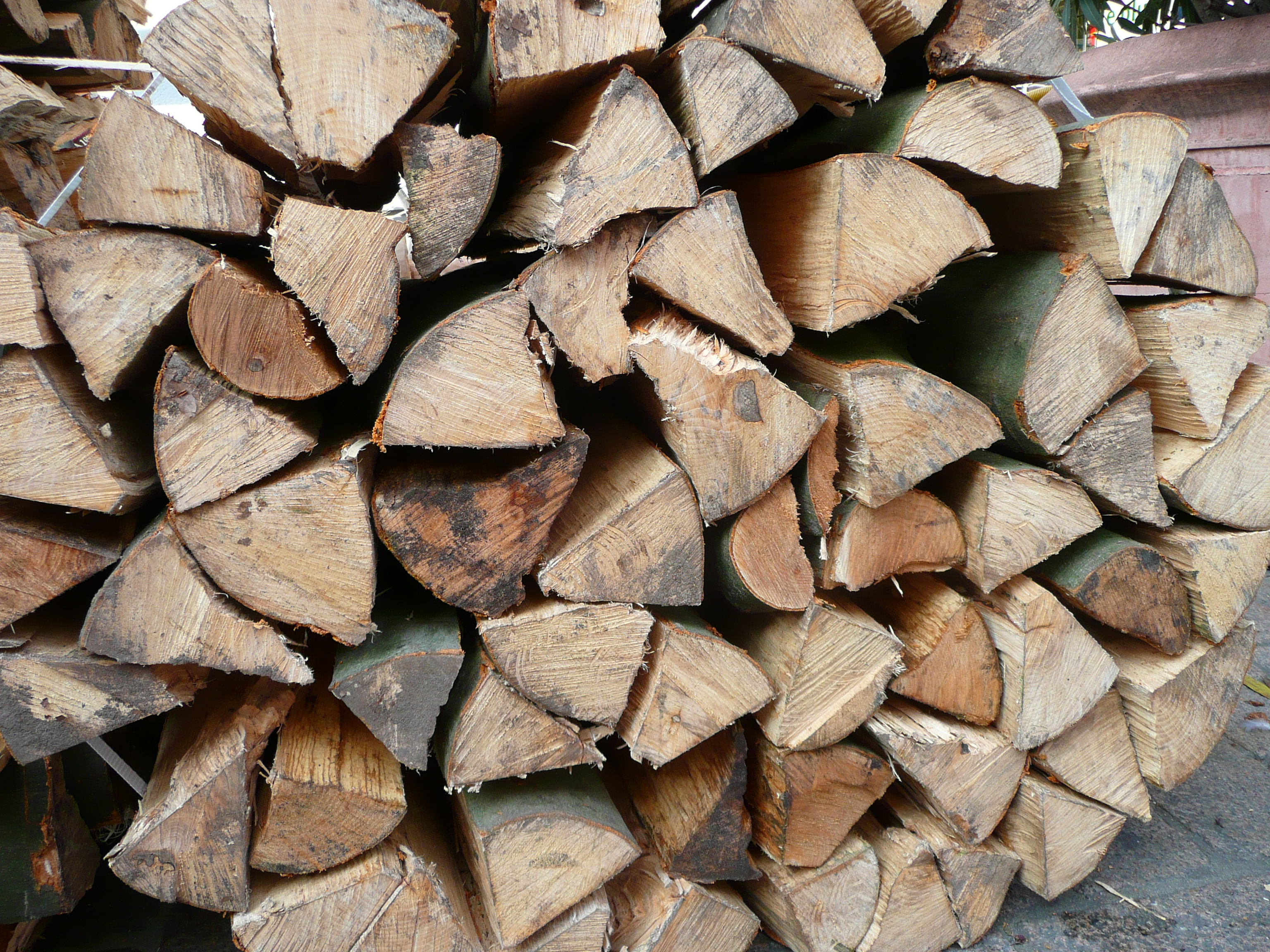
Scheitholz

Scheitholz nennt man in Längsrichtung gespaltene Stammholzabschnitte, die vorwiegend als Brennholz oder zur Herstellung von Holzschindeln dienen. Das Spalten erfolgt mit einer Axt (einem Holzspalter, einem Spalthammer, Spaltkeilen) und Hammer, auch mit senkrecht auf einer Unterlage stehenden oder befestigten Keilen. Die einzelnen Stücke werden Holzscheite, veraltet Holzscheiter genannt, abgeleitet von althochdeutsch scît: Stück. Für die Verfeuerung ganzer Scheithölzer dienen Scheitholzheizkessel. Auf „Scheitholz knien“ war eine Züchtigungsmaßnahme in Zeiten, als auch die Körperstrafe in der Kindererziehung erlaubt war.
Bei der Länge der Scheite hat sich ein Wert von 33 cm eingebürgert. Auf dieses Maß sind nahezu alle Feuererungseinrichtungen wie z. B. Kaminöfen oder offene Kamine eingerichtet. Ein Brennholzstück von einem Meter Länge (forstlicher Standard) kann bequem gedrittelt werden.
Besonders dünn gespaltene Holzscheite werden auch Spanholz oder Span genannt, wobei solche langfaserigen Holzspäne auch beim Hobeln oder Behauen von Holz als Abfall anfallen. Als Span bezeichnet man aber auch langfaseriges Dünnholz vor allem aus Pappelholz und anderen Weichhölzern, welche zur Herstellung von Spanschachteln und Holzsteigen verwendet werden.

## Spanholz als Anfeuerholz

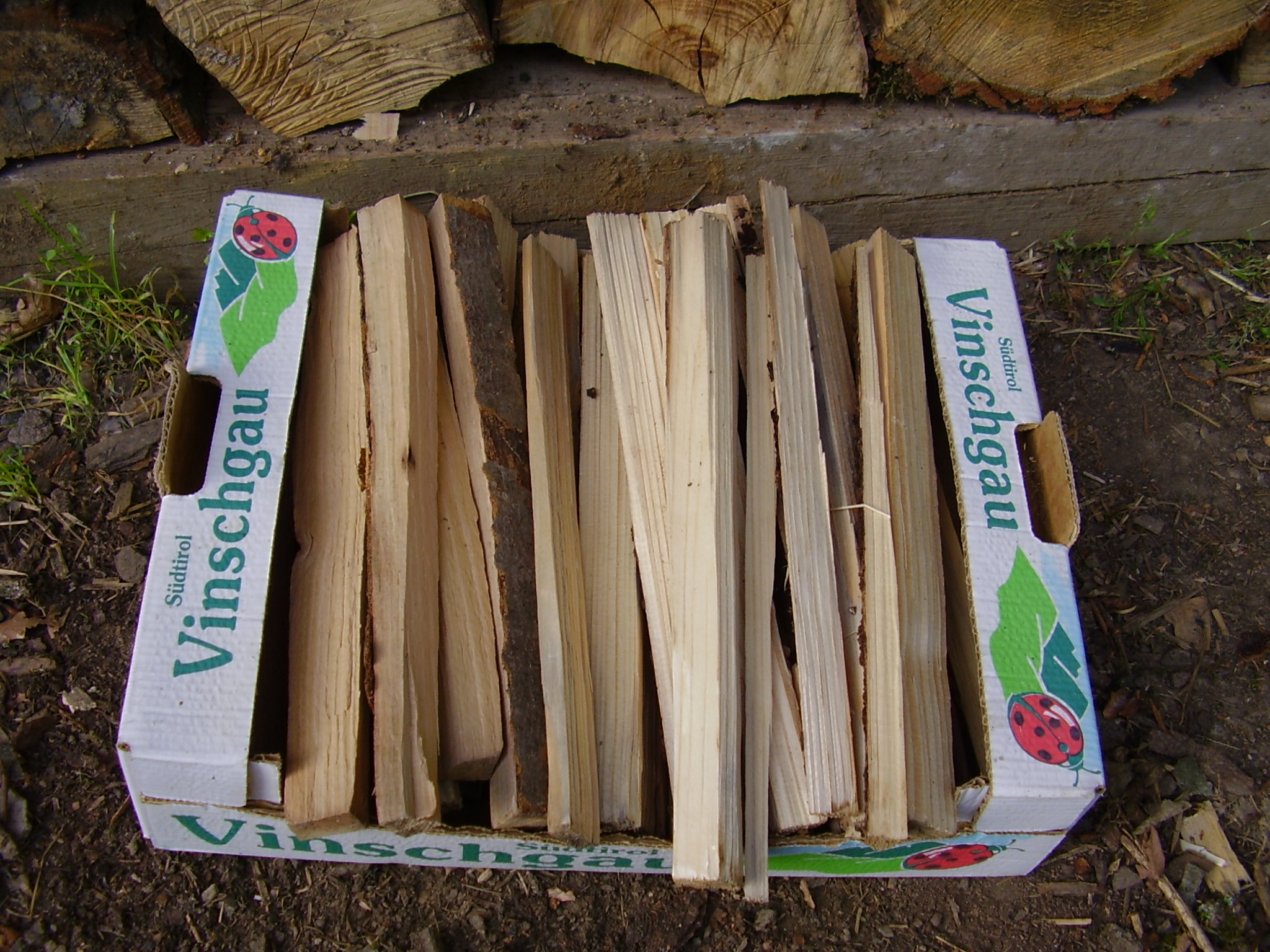
Spächtele aus Fichte und Buche

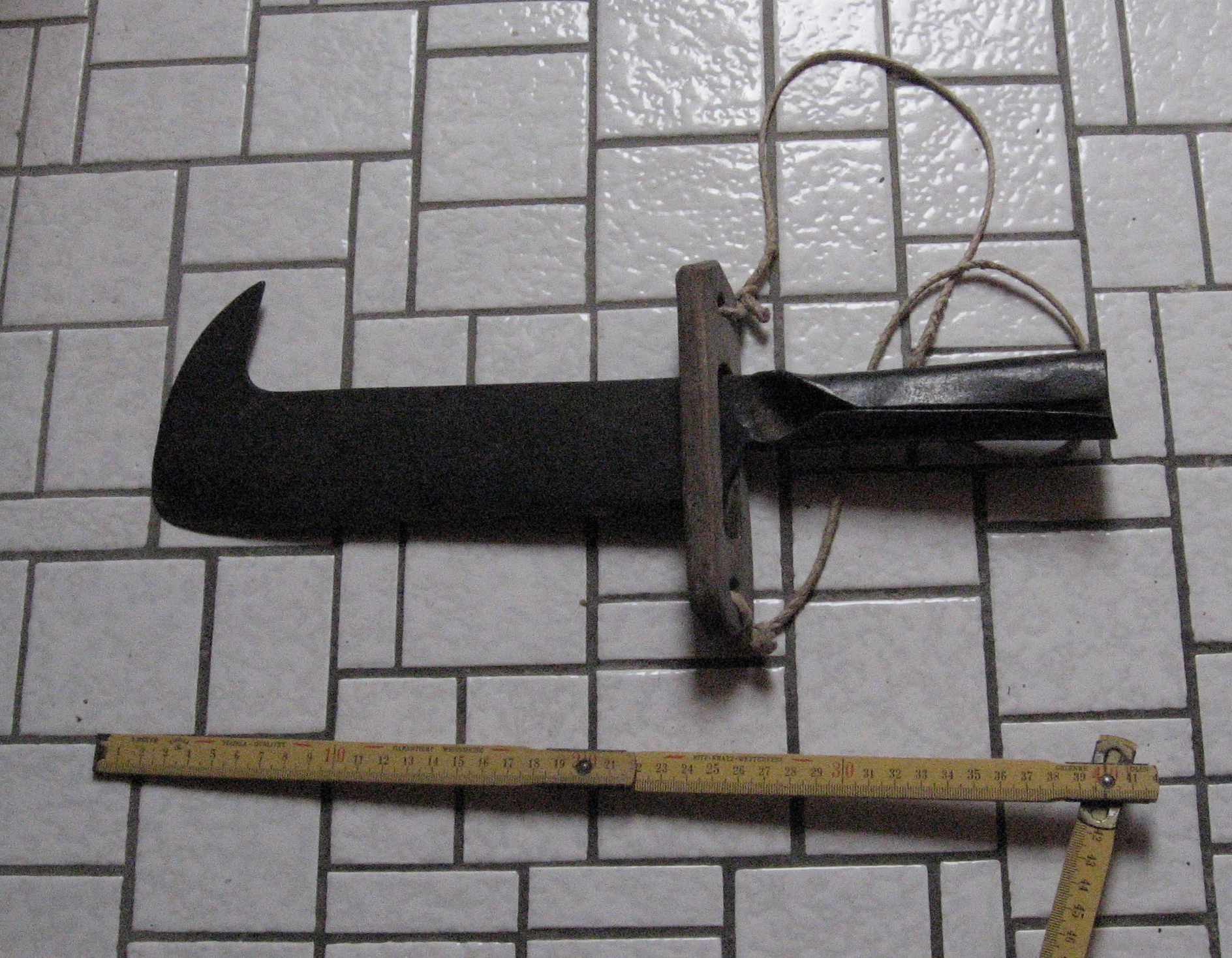
Ein Schnaber, ein altes Werkzeug auch zum „Spächtelesmachen“.

Für Spanholz als Anfeuerholz ist insbesondere in Baden-Württemberg der Begriff Spächtele ['ʃbɛçdələ] (in der Regel im Plural verwendet, Singular: das Spächtele, ['ʃbɛçdəle]), in Österreich der Ausdruck Spreißel in Verwendung (wobei aber der (süd-)deutsche Spreißel dem österreichischen ‚Schiefer‘ entspricht). Die Herstellung wird „Spächtele machen“, „Spreissel machen, spreisseln“ und Ähnliches genannt.
Für die Herstellung werden Holzspäne mit dem Beil von größeren Stücken Holzes auf einem Hackstock sehr dünn abgespalten. Bei entsprechend weichem Holz (etwa Fichte) kann auch schon ein Messer als Spaltgerät genügen, vorteilhaft ist in jedem Fall, dass das zu zerteilende Ausgangsstück Holz trocken und astfrei ist, damit die mit Beil oder Messer längs der Laufrichtung gesetzten Risse sogleich leicht und ungehindert durchs ganze Stück laufen; auf geeignete Stücke hat schon ein Auge, wer das Holz einlagert, um sie vorsorglich für ihre spätere „feinere“ Verwendung beiseite zu legen. Das Durchschnitts-„Spächtele“ ist etwa 20 cm lang, etwa 2–3 cm breit und sollte nicht viel dicker als 1 cm sein.
In bäuerlichen Haushalten wird die Herstellung von Anfeuerholz (Spanholz oder manuell hergestelltes Hackgut aus Baumschnitt-Abfallholz) in der Regel dort bewerkstelligt, wo dieses Anfeuerholz dann zum Abtrocknen der Holzfeuchte gelagert wird, beispielsweise in einer Hütte abseits des Hauses.
Als Brennholz werden zumeist die Holzarten Birke, Buche, Eiche und Erle verwendet.